# Red Special (album)
Pour la guitare, voir Red Special.
Albums de Brian May
Another World
(1998) Furia
(2000)
Red Special est un EP de Brian May, guitariste du groupe de rock britannique Queen, sorti en 1998. Il contient deux chansons live enregistrées à Paris le 9 juin 1998, des chansons éditées de l'album Another World ainsi que des faces B. L'album est uniquement sorti au Japon, afin de promouvoir la tournée dans ce pays.
Le titre de cet album fait référence au nom que Brian May a donné à la guitare qu'il a confectionnée, dans sa jeunesse, avec l'aide de son père et qui est devenue indissociable du guitariste ainsi que du groupe Queen, la Red Special. Néanmoins, les deux chansons live ont été interprétées en semi-acoustique. Brian May n'utilise donc pas sa célèbre guitare rouge.
Hammer to Fall est pour la première fois jouée dans une variante slow/fast (lent/rapide). Brian May s'est peut-être inspiré de la version slow/fast de We Will Rock You que Queen jouait en live à la fin des années 1970 et au début des années 1980.

## Liste des titres
1. On My Way Up (enregistré en public à Paris, en juin 1998) (May) 8:06
2. Why Don't We Try Again (May) 5:23
3. Maybe Baby (Petty/Hardin) 2:12
4. Business (USA Radio Mix Uncut) (May) 5:11
5. Another World (May) 4:07
6. Only Make Believe (Twitty/Nance) 2:39
7. Hammer to Fall (enregistré en public à Paris, en juin 1998) (May) 9:12
8. Brian Talks (A Tribute to Cozy Powell) 1:13

## Crédits
- Arrangement et production – Brian May
- Ingénieur du son et coproduction – Justin Shirley-Smith
- Chant, guitares, basse, claviers et programmation: Brian May

Exceptés
- Piste 2 - Batterie et percussions : Cozy Powell ; Enregistrement additionnel : David Richards
- Piste 4 - Batterie et percussions : Cozy Powell ; Mixage additionnel : Neil Amor
- Piste 5 - Batterie et percussions : Steve Ferrone ; Basse : Ken Taylor ; mixé par David Richards
- Piste 3 et 6 - Batterie et percussions : Cozy Powell ; Basse : Neil Murray ; Guitare : Jamie Moses ; Claviers : Spike Edney
- Design : Richard Gray
- Supervision de l'équipement et maintenance : Peter Malandrone